# Alberico de Utreque
Santo Alberico de Utreque (falecido em 21 de agosto de 784) foi um monge Beneditino e o bispo de Utreque, no que é hoje a Holanda.
Alberico foi o sobrinho de são Gregório de Utreque. Pouco é conhecido de Alberico antes de ele juntar-se à Ordem de São Bento. Sabe-se que ele serviu como prior da Catedral de São Martinho. Quando Gregório morreu em 775, Alberico sucedeu seu tio como o bispo de Utreque.[a] Seu bispado foi visto para o sucesso da sua missão entre os pagãos  Teutões, bem como a reorganização da escola de Utreque. Além disso, Alberico dirigiu a missão de Ludger em Ostergau.
Alberico era um bom amigo de Alcuíno, professor e poeta de Iorque, Inglaterra, preeminente entre os estudiosos da época. Esse relacionamento provavelmente fala para Alberico da própria inteligência, como se o santo tem sido notada por seu "conhecimento enciclopédico da fé."